# Haganá
O Haganá ou Haganah (em hebraico:  הַהֲגָנָה, lit. A Defesa) foi a principal organização paramilitar da população judaica ("Yishuv") no Mandato da Palestina entre 1920 e 1948, quando se tornou o núcleo das Forças de Defesa de Israel (FDI).
Formado a partir de milícias existentes anteriores, seu objetivo original era defender os assentamentos judeus de ataques árabes, tais como os distúrbios de 1920, 1921, 1929 e durante a revolta árabe de 1936-1939 na Palestina. Estando sob o controle da Agência Judaica, o órgão governamental oficial encarregado da comunidade judaica da Palestina durante o Mandato Britânico. Até o final da Segunda Guerra Mundial, as atividades do Haganá eram moderadas, de acordo com a política de havlagah ("auto-moderação"), o que causou a divisão dos mais radicais Irgun e Lehi. O grupo recebeu apoio militar clandestino da Polônia. O Haganá buscou cooperação com os britânicos no caso de uma invasão da Palestina pelo Eixo através do Norte da África, o que levou à criação da força-tarefa Palmach em 1941.
Com o fim da Segunda Guerra Mundial e a recusa britânica de cancelar as restrições do Livro Branco de 1939 à imigração judaica, o Haganá se voltou para atividades de sabotagem contra as autoridades britânicas, incluindo plantar bombas em pontes, ferrovias e navios usados para deportar imigrantes judeus ilegais, bem como ajudar a trazer judeus para a Palestina em desafio à política britânica. Depois que as Nações Unidas adotaram um plano de partilha da Palestina em 1947, o Haganá veio a público como a maior força de combate entre os judeus palestinos, vencendo com sucesso as forças árabes durante a guerra civil. Pouco depois da declaração de independência de Israel e do início da Guerra Árabe-Israelense de 1948, o Haganá foi dissolvido e tornou-se o exército oficial do Estado.

## História

### Antecedentes

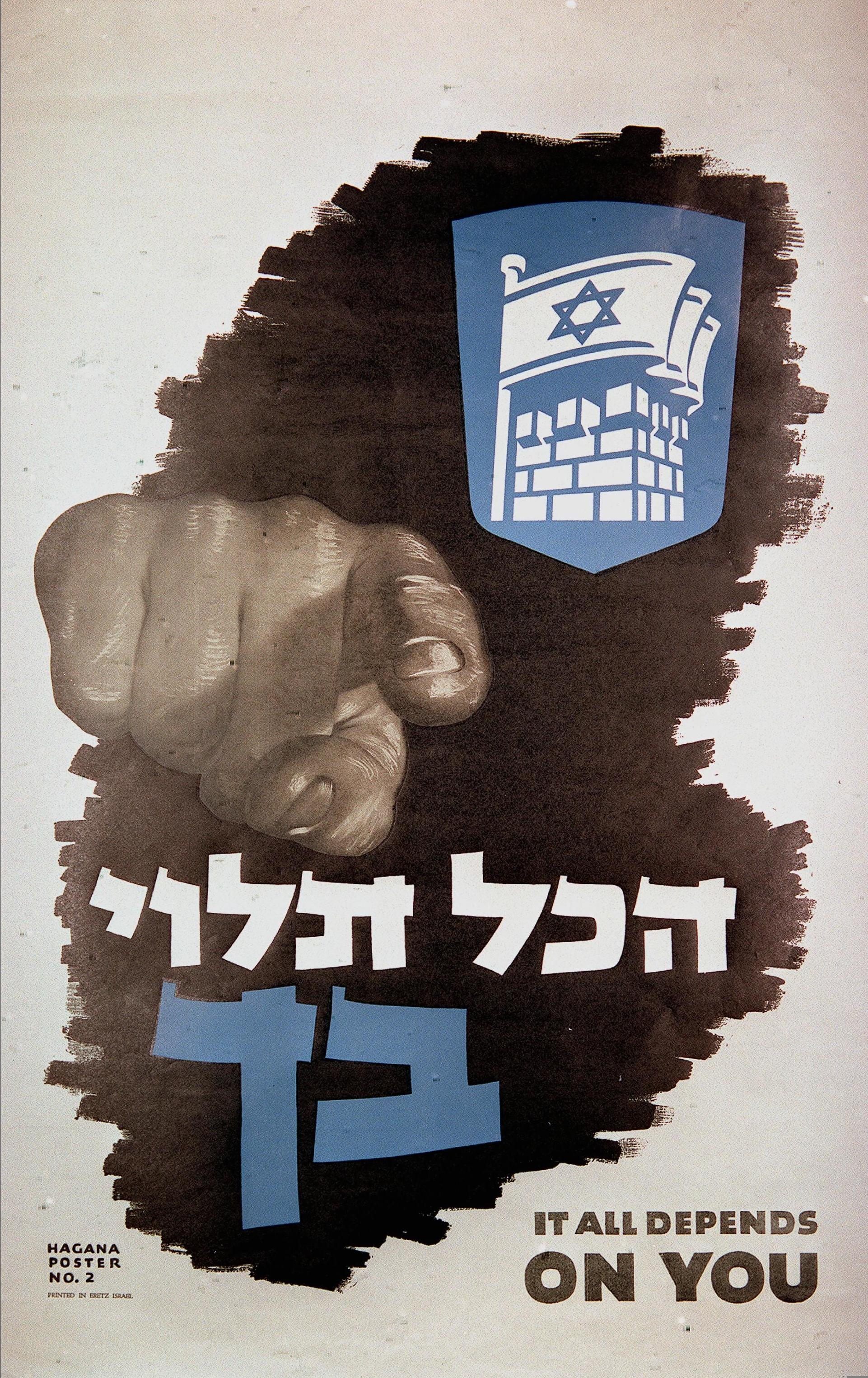
"Tudo depende de você!", pôster do Haganá da década de 1940 em hebraico e inglês.

A evolução das organizações de defesa judaicas na Palestina e mais tarde em Israel passou de pequenos grupos de autodefesa ativos durante o domínio otomano, para grupos cada vez maiores e mais sofisticados durante o Mandato Britânico, progredindo do Haganá ao exército nacional de Israel, as FDI. A evolução foi passo a passo do Bar-Giora, para o Hashomer, para o Haganá, para as FDI.
As organizações paramilitares judaicas no Novo Yishuv (o empreendimento sionista na Palestina) começaram com a Segunda Aliyah (1904 a 1914). A primeira dessas organizações foi a Bar-Giora (em hebraico: בר גיורא, "o vigilante"), fundada em setembro de 1907. Consistia em um pequeno grupo de imigrantes judeus que guardavam os assentamentos por uma taxa anual. Em nenhum momento o Bar-Giora teve mais de 100 membros. O grupo convertido no Hashomer (em hebraico:  השומר; "O Guardião") em abril de 1909, que funcionou até o Mandato Britânico da Palestina entrar em vigor em 1920. O Hashomer era uma organização elitista de escopo estreito, criada principalmente para proteger contra gangues criminosas que buscavam roubar propriedades; sendo uma organização elitista, nunca teve mais do que uma centena de homens. Durante a Primeira Guerra Mundial, os precursores do Haganah/FDI foram o Corpo Muleteiro do Sião e a Legião Judaica, ambos pertencentes ao Exército Britânico. Depois dos motins árabes contra os judeus em abril de 1920, a liderança do Yishuv viu a necessidade de criar uma organização de defesa clandestina em todo o país, e o Haganá foi fundada em junho do mesmo ano. O Haganá tornou-se uma força de defesa em grande escala após a revolta árabe de 1936-1939 na Palestina, com uma estrutura organizada, consistindo em três unidades principais - o Corpo de Campanha, Corpo de Guarda e a força de ataque Palmach. Durante a Segunda Guerra Mundial, o sucessor da Legião Judaica da Primeira Guerra Mundial foi a Brigada Judaica, à qual se juntaram muitos combatentes do Haganá. Durante a guerra civil de 1947-48 entre as comunidades árabe e judaica no que ainda era o Mandato Britânico da Palestina, um Haganá reorganizada conseguiu defender ou disputar a maior parte do território que foi ordenado a manter ou capturar. No início da guerra convencional em grande escala que se seguiu de 1948-49 contra os exércitos árabes regulares, o Haganá foi reorganizado para se tornar o núcleo das novas Forças de Defesa de Israel.

### Distúrbios árabes de 1920 e 1921

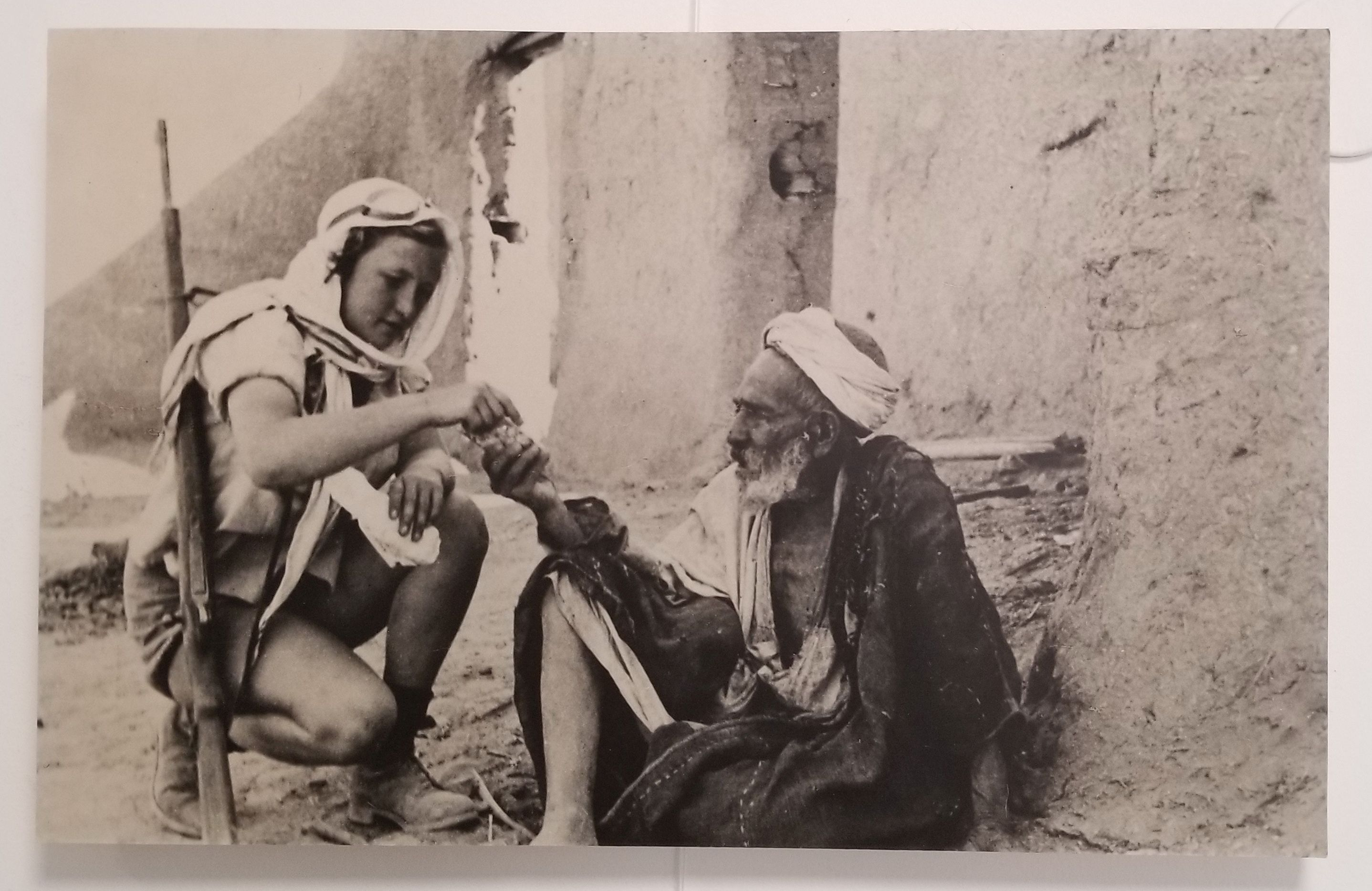
Uma soldado da Brigada Yiftach aceita um cigarro de um residente árabe local após a captura de Lida, 1948.

Após os distúrbios árabes de 1920 e os distúrbios de Jaffa em 1921, a liderança judaica na Palestina acreditava que os britânicos, a quem a Liga das Nações deu um mandato sobre a Palestina em 1920, não tinham nenhum desejo de confrontar as gangues árabes locais que freqüentemente atacavam os judeus palestinos. Acreditando que não podiam contar com a proteção da administração britânica contra essas gangues, a liderança judaica criou o Haganá para proteger fazendas e kibutzim judeus. O primeiro chefe do Haganá foi um jovem de 28 anos chamado Yosef Hecht, um veterano da Legião Judaica. Além de proteger as comunidades judaicas, o papel do Haganá era alertar os residentes de ataques e repelir os ataques dos árabes palestinos. No período entre 1920-1929, o Haganá carecia de uma forte autoridade ou coordenação central. As "unidades" do Haganá eram muito locais e mal armadas: consistiam principalmente de fazendeiros judeus que se revezavam na guarda de suas fazendas, ou kibutzim.
Após os tumultos na Palestina em 1929, o papel do Haganá mudou dramaticamente. Tornou-se uma organização muito maior, abrangendo quase todos os jovens e adultos nos assentamentos judeus, bem como milhares de membros das cidades. Também adquiriu armas estrangeiras e começou a desenvolver oficinas para criar granadas de mão e equipamento militar simples, passando de uma milícia destreinada a um exército subterrâneo habilidoso.

### A cisão do Irgun em 1931
Muitos combatentes do Haganá se opuseram à política oficial de havlagah (moderação) que os líderes políticos judeus (que se tornaram cada vez mais controladores do Haganá) impuseram à milícia. Os combatentes foram instruídos a apenas defenderem as comunidades e não iniciarem contra-ataques de represália contra gangues árabes ou suas comunidades. Essa política parecia derrotista para muitos que acreditavam que a melhor defesa é um bom ataque. Em 1931, os elementos mais militantes do Haganá se fragmentaram e formaram a Irgun Tsva'i-Leumi (Organização Militar Nacional), mais conhecida como "Irgun" (ou por sua sigla em hebraico, pronunciada "Etzel").

### Revolta árabe de 1936 a 1939 na Palestina

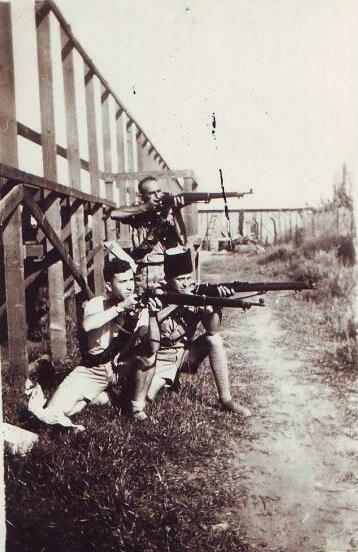
Combatentes do Haganá protegendo Migdal Tzedek, 1936.

Durante a revolta árabe de 1936-1939 na Palestina, o Haganá trabalhou para proteger os interesses britânicos e reprimir a rebelião árabe usando o FOSH e, em seguida, unidades Hish. Naquela época, o Haganá colocou em campo 10.000 homens mobilizados junto com 40.000 reservistas. Embora a administração britânica não reconhecesse oficialmente o Haganá, as forças de segurança britânicas cooperaram com ele formando a Polícia de Assentamentos Judaica, a Polícia Supranumerária Judaica e os Esquadrões Noturnos Especiais, que foram treinados e liderados pelo Capitão Orde Wingate. A experiência de batalha adquirida durante o treinamento foi útil na guerra árabe-israelense de 1948.

### Apoio da Polônia
Durante o período entre guerras, como parte de sua política de apoiar um estado judeu na Palestina para facilitar a emigração judaica em massa do seu território, a Segunda República Polonesa forneceu treinamento militar e armas para grupos paramilitares sionistas, incluindo o Haganá. Enviados do Haganá, chefiados por Yehuda Arazi, receberam dezenas de carregamentos com suprimentos militares, incluindo 2.750 fuzis Mauser, 225 metralhadoras RKM, 10.000 granadas de mão, dois milhões de balas para fuzis e metralhadoras e um grande número de pistolas com munição. Os britânicos exerceram forte pressão sobre o governo polonês para interromper essas entregas. Uma das últimas compras de Arazi foram dois aviões e dois planadores. Quando ele fugiu da Polônia para a França, cerca de 500 fuzis foram abandonados em um depósito em Varsóvia. Os membros do Haganá também foram treinados em um acampamento militar em Rembertow junto com os membros do Movimento Betar entre os anos de 1931 e 1937; estima-se que os cursos de treinamento no acampamento receberam cerca de 8.000 a 10.000 participantes durante sua existência.

### O Livro Branco de 1939
Em 1939, os britânicos publicaram o Livro Branco, que restringia severamente a imigração judaica para a Palestina, irritando profundamente a liderança sionista. David Ben-Gurion, então presidente da Agência Judaica, definiu a política para o relacionamento sionista com os britânicos:

"Devemos lutar a guerra contra Hitler como se não houvesse Livro Branco, e combateremos o Livro Branco como se não houvesse guerra".

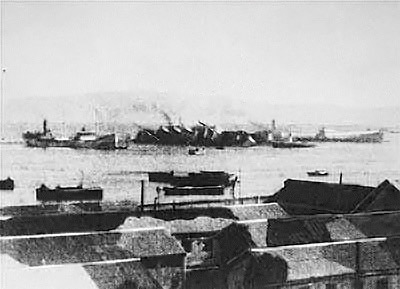
Em 1940, uma bomba do Haganá afundou o, matando 267 pessoas.

Em reação ao Livro Branco, o Haganá criou o Palmach como a força de ataque de elite do Haganá e organizou a imigração judia ilegal para a Palestina. Aproximadamente 100.000 judeus foram trazidos para a Palestina em mais de cem navios durante a década final do que ficou conhecido como Aliyah Bet. O Haganá também organizou manifestações contra as cotas britânicas de imigração.

### O Desastre doPatria
Em 1940, o Haganá sabotou o Patria, um transatlântico usado pelos britânicos para deportar 1.800 judeus para as Ilhas Maurício, com uma bomba destinada a paralisar o navio. No entanto, o navio afundou, matando 267 pessoas e ferindo 172.

### Participação na Segunda Guerra Mundial

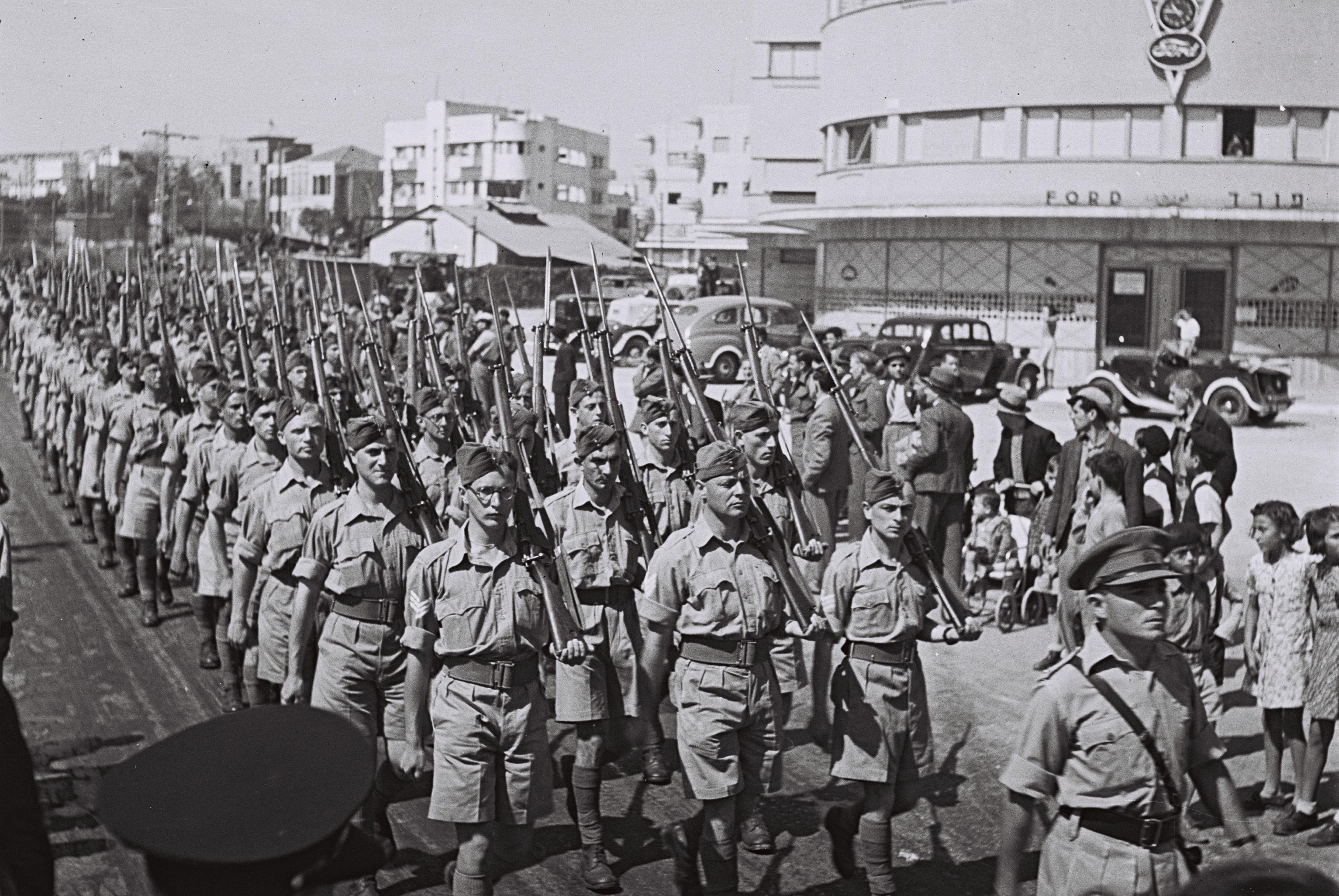
Tropas judaicas marchando como parte do Exército Britânico em Petah Tikva, 1942.

Nos primeiros anos da Segunda Guerra Mundial, as autoridades britânicas pediram novamente a cooperação do Haganá, devido ao medo de um avanço do Eixo no Norte da África. Depois que Rommel foi derrotado em El Alamein em 1942, os britânicos recuaram do seu apoio total ao Haganá. Em 1943, após uma longa série de pedidos e negociações, o Exército Britânico anunciou a criação do Grupo de Brigada Judaico. Embora os judeus palestinos pudessem se alistar no Exército Britânico desde 1940, esta foi a primeira vez que uma unidade militar exclusivamente judaica serviu na guerra sob uma bandeira judaica. O Grupo de Brigada Judaico consistia em 5.000 soldados e foi inicialmente desdobrado com o 8º Exército no Norte da África, em funções de retaguarda, e mais tarde na Itália em setembro de 1944, na linha de frente sob um estandarte com a Estrela de Davi. A brigada foi dissolvida em 1946.  Ao todo, cerca de 26.000-30.000 judeus palestinos serviram no Exército Britânico durante a guerra.
Em 14 de maio de 1941, o Haganá criou o Palmach (uma sigla para Plugot Mahatz - companhias de assalto), uma seção de comandos de elite, em preparação contra a possibilidade de uma retirada britânica e invasão da Palestina pelo Eixo. Seus membros, rapazes e moças, receberam treinamento especializado em táticas de guerrilha e sabotagem. Durante 1942, os britânicos deram assistência no treinamento de voluntários do Palmach, mas no início de 1943 eles retiraram seu apoio e tentaram desarmá-los. O Palmach, então com mais de 1.000 paramilitares, continuou como uma organização clandestina com seus membros trabalhando metade de cada mês como voluntários dos kibutzim, com o resto do mês destinado ao treinamento. A unidade nunca foi grande - em 1947, somava apenas cinco batalhões (cerca de 2.000 homens) - mas seus membros não apenas receberam treinamento físico e militar, mas também adquiriram habilidades de liderança que os capacitariam posteriormente a assumir posições de comando no exército de Israel.

### Assassinato de Lord Moyne em 1944 e a Temporada
Em 1944, após o assassinato de Lord Moyne (o Ministro de Estado britânico para o Oriente Médio), por membros do Lehi, o Haganah trabalhou com os britânicos para sequestrar, interrogar e, em alguns casos, deportar membros do Irgun. Essa ação, que durou de novembro de 1944 a fevereiro de 1945, foi chamada de Saison, ou Temporada de Caça, e foi dirigida contra o Irgun e não contra o Lehi. O futuro prefeito de Jerusalém, Teddy Kollek, foi revelado mais tarde como um oficial de ligação da Agência Judaica trabalhando com as autoridades britânicas que haviam passado informações que levaram à prisão de muitos ativistas do Irgun.
Muitos jovens judeus, que se juntaram ao Haganah para defender o povo judeu, ficaram muito desmoralizados pelas operações contra seu próprio povo. O Irgun, paralisado pela Saison, foi ordenado por seu comandante, Menachem Begin, a não retaliar em um esforço para evitar uma guerra civil completa. Embora muitos irgunistas se opusessem a essas ordens, eles obedeceram a Begin e se abstiveram de revidar. A Saison acabou por terminar devido à percepção da traição britânica ao Yishuv, tornando-se mais óbvia para o público e aumentando a oposição dos membros do Haganah.

## Pós-Segunda Guerra Mundial

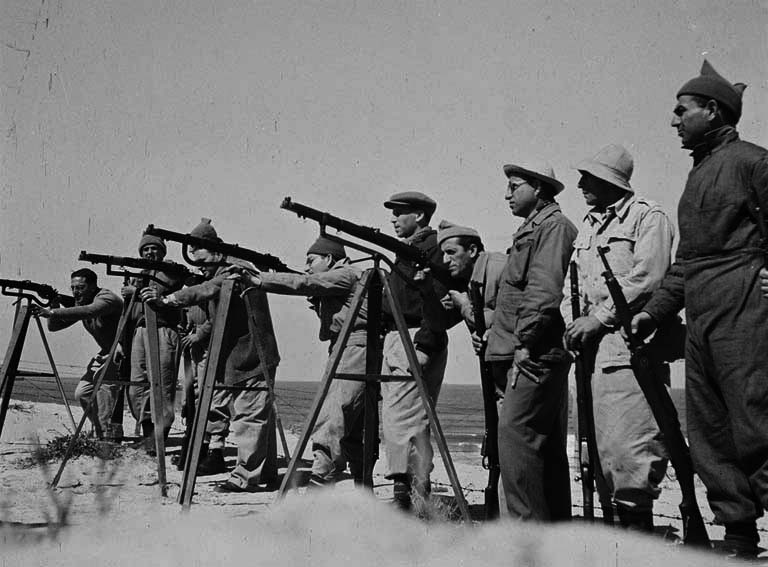
Membros do Haganá em treinamento, 1948.

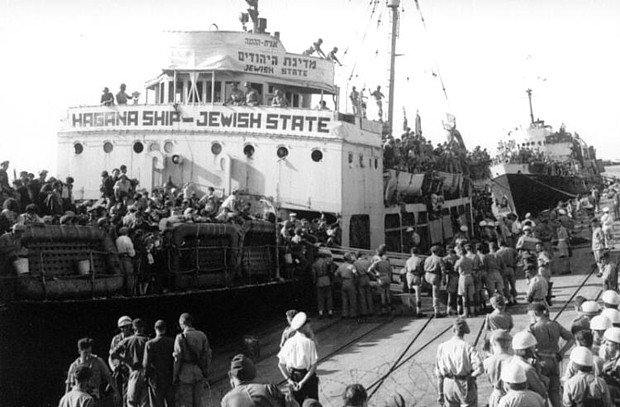
O navio Jewish State do Haganá no porto de Haifa, 1947.

A Saison terminou oficialmente quando o Haganah, o Irgun e o Lehi formaram o Movimento de Resistência Judaica, em 1945. Dentro deste novo quadro, os três grupos concordaram em operar sob um comando conjunto. Eles tinham funções diferentes, que serviram para expulsar os britânicos da Palestina e criar um Estado judeu.
O Haganah foi menos activo na Rebelião Judaica do que os outros dois grupos, mas o Palmach realizou operações anti-britânicas, incluindo uma incursão ao campo de detidos de Atlit que libertou 208 imigrantes ilegais, da Noite dos Trens, da Noite das Pontes e nos ataques a bases da Polícia Palestina. O Haganá retirou-se em 1º de julho de 1946, mas "permaneceu permanentemente não cooperante" com as autoridades britânicas. Continuou a organizar a imigração judaica ilegal como parte do programa Aliá Bet, no qual navios que transportavam imigrantes ilegais tentaram romper o bloqueio britânico à Palestina e desembarcar imigrantes ilegais na costa (a maioria foi interceptada pela Marinha Real), e o Palmach realizou operações contra os britânicos para apoiar o programa de imigração ilegal. O Palmach explodiu bombas repetidamente nas estações de radar britânicas usadas para rastrear navios de imigrantes ilegais e sabotou navios britânicos usados para deportar imigrantes ilegais, bem como duas embarcações britânicas de desembarque e patrulha. O Palmach realizou uma única operação de assassinato na qual um oficial britânico considerado excessivamente cruel com prisioneiros judeus foi morto a tiros. O Haganah também organizou o caso Birya. Após a expulsão dos residentes do assentamento judaico de Birya por posse ilegal de armas, milhares de jovens judeus organizados pelo Haganah marcharam até o local e reconstruíram o assentamento. Eles foram expulsos pelos britânicos logo depois, enquanto mostravam resistência passiva, mas depois de retornarem pela terceira vez, os britânicos recuaram e permitiram que permanecessem.
Além das suas operações, o Haganah continuou a preparar-se secretamente para uma guerra com os árabes assim que os britânicos partissem, aumentando os seus estoques de armas e munições. A força mantinha uma indústria de armas secreta, sendo a instalação mais significativa uma fábrica subterrânea de balas sob Ayalon, um kibutz que foi estabelecido especificamente para encobri-la.
As estimativas britânicas da força do Haganá nesta época eram de 75.000 homens e mulheres, com uma força efetiva de 30.000. Depois do Exército Britânico, o Haganá foi considerada a força militar mais poderosa do Médio Oriente. A pesquisa de Amos Perlmutter estimou que o orçamento do Haganah em 1946 era de £ 400.000 e, em outubro de 1947, seu orçamento atingiu £ 3,3 milhões. A mesma fonte estimou que o número de membros do Haganah era de 7% da população judaica na Palestina.
Em julho de 1947, ansiosa por manter a ordem com a visita da UNSCOP à Palestina e sob forte pressão das autoridades britânicas para retomar a colaboração, a Agência Judaica entrou relutantemente em breve conflito com o Irgun e Lehi, e ordenou ao Haganá que acabasse com as operações dos outros dois grupos por enquanto. Como os membros do Palmach se recusaram a participar, uma unidade de cerca de 200 homens de unidades regulares do Haganah foi mobilizada e frustrou várias operações contra os britânicos, incluindo um ataque potencialmente devastador ao quartel-general militar britânico na Citrus House em Tel Aviv, no qual um membro do Haganá foi morto por uma bomba do Irgun. O Haganah também se juntou à busca por dois sargentos britânicos sequestrados pelo Irgun como reféns contra as sentenças de morte de três membros do Irgun, no que ficou conhecido como o caso dos Sargentos. A liderança da Agência Judaica temia os danos que este ato causaria à causa judaica e também acreditava que manter os reféns só colocaria em risco o destino dos três membros condenados do Irgun. As tentativas de libertação dos sargentos falharam e, após as execuções dos três membros do Irgun, os dois sargentos foram mortos e enforcados num bosque de eucaliptos. No entanto, a campanha logo se desintegrou em uma série de sequestros e espancamentos retaliatórios de membros do Haganá e do Irgun, e que eventualmente se extinguiu. A campanha foi apelidada de "Pequena Temporada de Caça" pelo Irgun.

### Reorganização

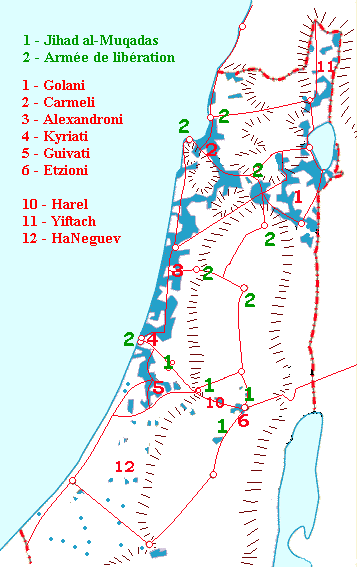
Teatros de Operação de cada brigada do Haganá.

Depois de "ter conseguido que os judeus da Palestina e de outros lugares fizessem tudo o que pudessem, pessoal e financeiramente, para ajudar o Yishuv", a segunda maior conquista de Ben-Gurion foi ter transformado com sucesso o Haganá de uma organização paramilitar clandestina num verdadeiro exército. Ben-Gurion nomeou Israel Galili para o cargo de chefe do conselho do Alto Comando do Haganá e dividiu a força em 6 brigadas de infantaria, numeradas de 1 a 6, atribuindo um teatro de operação preciso a cada uma. Yaakov Dori foi nomeado Chefe do Estado-Maior, mas foi Yigael Yadin quem assumiu a responsabilidade no terreno como chefe de Operações. O Palmach, comandado por Yigal Allon, foi dividido em 3 brigadas de elite, numeradas de 10 a 12, e constituiu a força móvel do Haganá.
Em 19 de Novembro de 1947, foi instituído o recrutamento obrigatório para todos os homens e mulheres com idades compreendidas entre os 17 e os 25 anos. No final de Março, 21.000 pessoas tinham sido recrutadas. No dia 30 de Março, a convocatória foi alargada a homens e mulheres solteiras com idades compreendidas entre os 26 e os 35 anos. Cinco dias depois, foi emitida uma ordem de mobilização geral para todos os homens com menos de 40 anos.
As brigadas do Haganá que se fundiram com as FDI assim que esta foi criada em 26 de maio de 1948:
A Brigada Levanoni do norte, localizada na Galiléia, foi dividida em 22 de fevereiro de 1948 na 1ª e 2ª Brigadas.
- A 1ª Brigada ou Golani - foi empregada na Baixa Galiléia;
- A 2ª Brigada ou Carmeli - foi empregada no norte e recebeu o nome de seu comandante, Moshe Carmel;
- A 3ª Brigada ou lexandroni - formada em 1º de dezembro de 1947 e desmantelada no verão de 1949;
- A 4ª Brigada ou Kiryati - formada em 1948 na área de Tel Aviv;
- A 5ª Brigada ou Givati - formada em dezembro de 1947. Durante a guerra civil, a Brigada Givati foi empregada na região central, e durante a guerra convencional no sul como a 5ª Brigada;
- A 6ª Brigada ou Etzioni ou Jerusalém - com sede em Netanya, cobriu a área de Tel Aviv a Zichron Ya'akov.

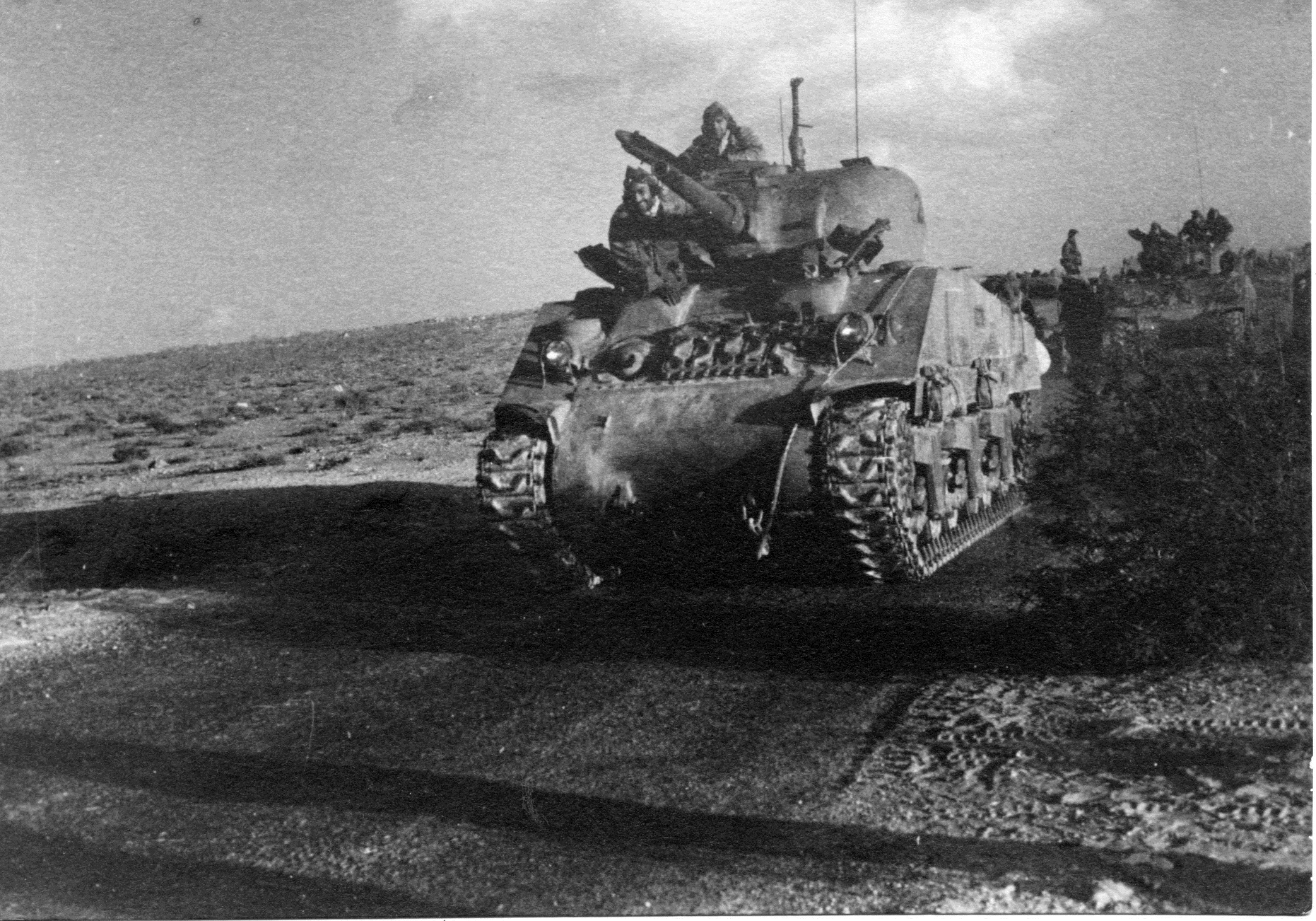
M4 Sherman do Palmach protegendo um comboio, 1948.

Às seis brigadas iniciais, três foram adicionadas posteriormente durante a guerra:
- A 7ª Brigada, em hebraico "Hativat Sheva" - formada em 1948, composta principalmente por sobreviventes do Holocausto e incluindo várias tropas Machal. Quase aniquilada em Latrun, depois reformada no norte. Tinha tanques e infantaria montada;
- A 8ª Brigada – fundada em 24 de maio de 1948 e subordinada a Yitzhak Sadeh como a primeira brigada blindada das FDI, com quartel-general perto de Jerusalém;
- A 9ª Brigada ou Oded – com quartel-general em Jerusalém.

As brigadas do Palmach que se fundiram nas FDI:
- A 10ª Brigada ou Harel - criada em 16 de abril de 1948;
- A 11ª Brigada ou Yiftach;
- A 12ª Brigada ou Negev - criada em março de 1948.

## Guerra árabe-israelense de 1948

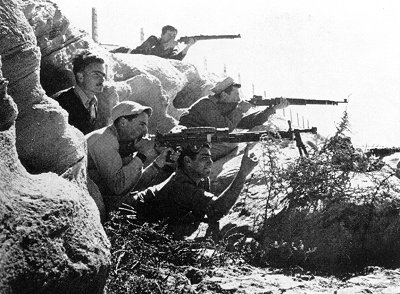
Combatentes do Haganá posando com armamentos, 1947.

Em dezembro de 1947, quando irrompeu a guerra civil na Palestina, o Haganá concentrou-se prioritariamente na proteção aos judeus e suas propriedades, além de assegurar as principais linhas de comunicação e transporte - enquanto a Etzel se dedicava sobretudo à retaliação de ataques contra civis judeus, alvejando civis árabes.
Mais tarde, a Haganá passou à ofensiva realizando, assim como a Etzel, uma série de operações terroristas visando a esmagar a resistência árabe e assegurar o território do futuro estado judeu. O Haganá também foi acusada de ter participado de massacres de civis árabes.
Após os britânicos anunciarem sua retirada da Palestina e as Nações Unidas aprovarem a partição da, a Guerra civil no Mandato da Palestina (1947-48) estourou. O Haganá teve um papel fundamental na guerra de Yishuv contra árabes palestinos. Inicialmente, o grupo concentrou-se na defesa de áreas judaicas de ataques árabes, mas depois que o perigo da intervenção britânica diminuiu com a retirada dos britânicos, o Haganá partiu para a ofensiva e tomou mais território. Após a Declaração de Independência do Estado de Israel e o começo da Guerra árabe-israelense de 1948, o Haganá, agora agindo como o exército oficial do novo Estado, combateu os exércitos invasores das nações árabes.
Em 28 de maio de 1948, duas semanas após a declaração de independência de Israel, o governo provisório do país formalmente criou as Forças de Defesa Israelenses, fundindo o Haganá, Irgun e o Lehi, embora os outros dois grupos continuassem a operar independentemente em Jerusalém e no exterior por algum tempo depois. Esse reorganização levou a vários conflitos entre Ben-Gurion e a liderança do Haganah.

## Membros destacados
- Yitzhak Rabin
- Shimon Peres
- Ariel Sharon
- Rehavam Zeevi
- Dov Hoz
- Moshe Dayan
- Yigal Allon
- Ruth Westheimer